# Järva (district)
Järva est un des 11 districts de la ville de Stockholm en Suède,

## Description
Järva regroupe les quartiers suivants : Akalla, Bromsten, Flysta, Hansta, Husby, Kista, Lunda, Rinkeby, Solhem, Sundby et Tensta.
En 2025, Järva compte 92 000 habitants occupant 36 000 logements.
Le quartier devrait compter 122 000 habitants en 2040.
Environ 46 % de sa superficie est occupée par des parcs et des espaces naturels.
Järva a été créé le 1er juillet 2023 lorsque les districts de Spånga-Tensta et de Rinkeby-Kista ont fusionné conformément à la décision du conseil municipal du 24 avril 2023.